# Xanthandrus cubanus
Xanthandrus cubanus är en tvåvingeart som beskrevs av Fluke 1936. Xanthandrus cubanus ingår i släktet malblomflugor, och familjen blomflugor. Inga underarter finns listade i Catalogue of Life.